# Komensaurus
Komensaurus („ještěr od obce Komen“) je rod dávno vyhynulého dravého mořského plaza z čeledi Mosasauridae. Žil v období počínající pozdní křídy (geologické stupně cenoman a turon, asi před 100 až 93 miliony let) na území dnešního Slovinska.

## Historie a význam
Jeho fosilie byly objeveny ve vápencích v oblasti obce Komen (odtud rodové jméno) a původně měl přezdívku „aigialosaur z Terstu“. Typový druh K. carrollii byl formálně popsán v roce 2007. Holotyp nese označení MCSNT 11430. Komensaurus žil ve stejném prostředí jako jeho příbuzný Carsosaurus, jehož fosilie byly objeveny rovněž na Slovinsku.
Komensaurus byl velmi malým (asi jen 1 metr dlouhým) mosasaurem, patřícím mezi vývojově primitivní formy. Dokládá ale, že i tyto bazální formy mosasaurů dokázaly překonávat velké vzdálenosti a úspěšně se šířit na velké vzdálenosti.